# Alex Highsmith
(en) Statistiques sur pro-football-reference
Alex Highsmith, né le 7 août 1997 à Wilmington (Caroline du Nord), est un joueur américain de football américain évoluant au poste de Linebacker en National Football League (NFL) pour la franchise des Steelers de Pittsburgh.
Auparavant il avait joué au niveau universitaire pour les 49ers de Charlotte (2016-2019) au sein de la NCAA.